# کوناتوس
اصطلاح کوناتوس (انگلیسی: Conatus) یا کناتوس در تاریخ فلسفه معانی متفاوتی دارد؛ به طوری که در نظام‌های فلسفی هر یک از فیلسوفان این اصطلاح را متناسب با رویکرد خود توسعه داده‌اند که اکنون نمی‌توان معنای مورد اتفاقی از کوناتوس به دست داد. در فیلسوفان متقدم، کوناتوس تمایل ذاتی یک چیزبرای تداوم حیات و تقویت خود است که این چیز می‌تواند، ذهن یا جسم (امتداد) یا ترکیبی از هر دو باشد.

## کوناتوس در فلسفه کلاسیک

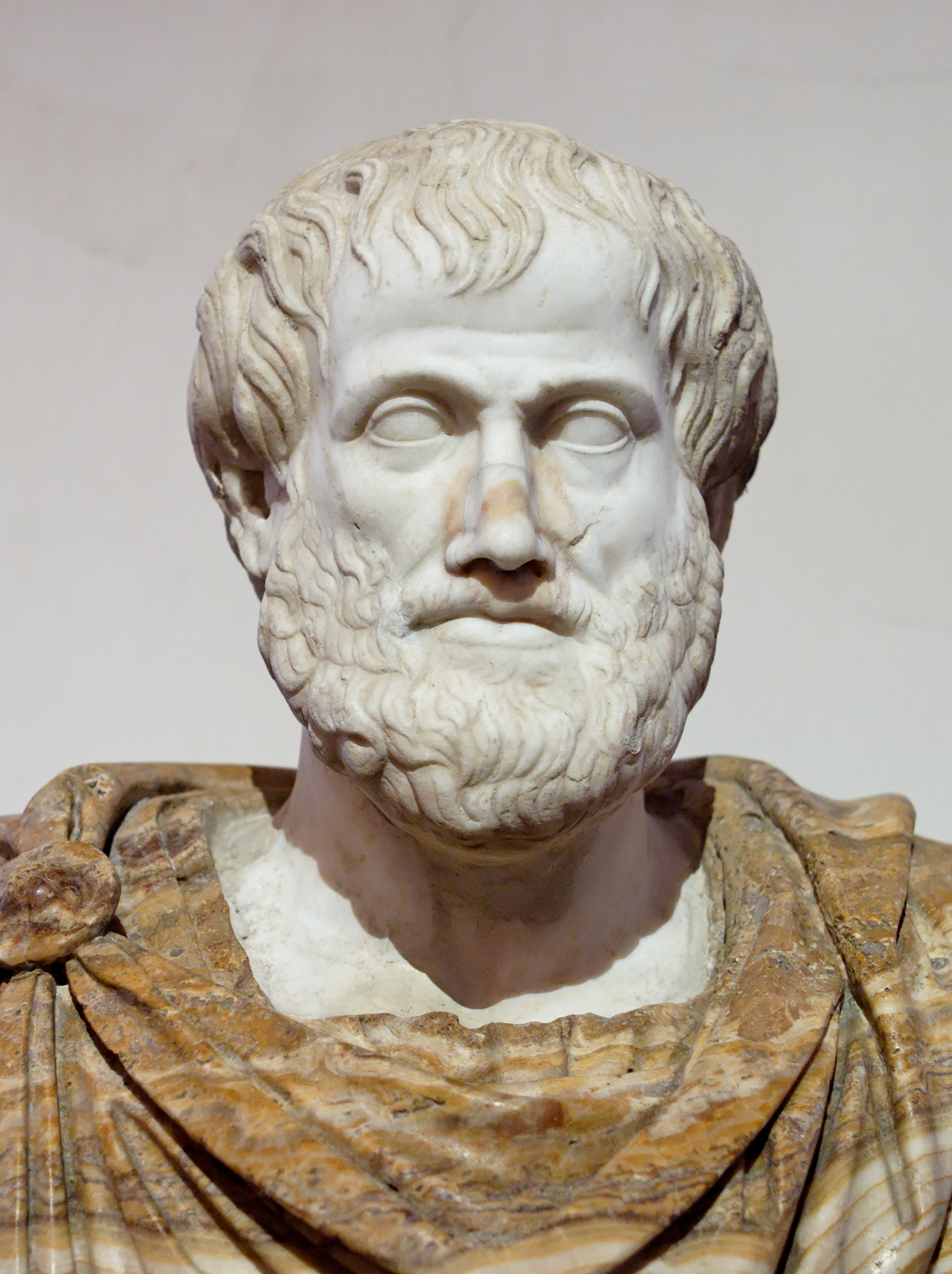
ارسطو

لائرتیوس یکی از تاریخ نویسان فلسفه باستان، این ایده را به رواقیان نسبت می‌دهد که یک جاندار به عنوان ابتدایی‌ترین غایت انگیزشی، خودش را حفظ می‌کند و به تبع آن از نابودی می‌گریزد. همچنین فیلسوفان یونانی، صیانت نفس را یک نوع آرزو، اراده و خواهش با اصطلاحاتی از قبیل Velle, Vult و appetit بیان کرده‌اند. ریشه این اصطلاحات، در اصطلاح یونانی ὁρμή است که می‌تواند به conatus ترجمه شود. ارسطو میان کوناتوس و میل ارتباط برقرار می‌کند و کناتوس را همان میل برمی‌شمارد و انسان هر فعلی و عملی رابه آن دلیل انجام می‌دهد که آن را در جهت خواسته‌هایش برای خود سودمند می‌داند. سیسرون نیز conatus و appetito را مترادف با اصطلاحات Vult,Velle و appetit به کار می‌برد که هر دوی آنها به عنوان اصطلاحات لاتینی، معادل کلمه ὁρμή یونانی هستند.

## کوناتوس در فلسفه قرون وسطی

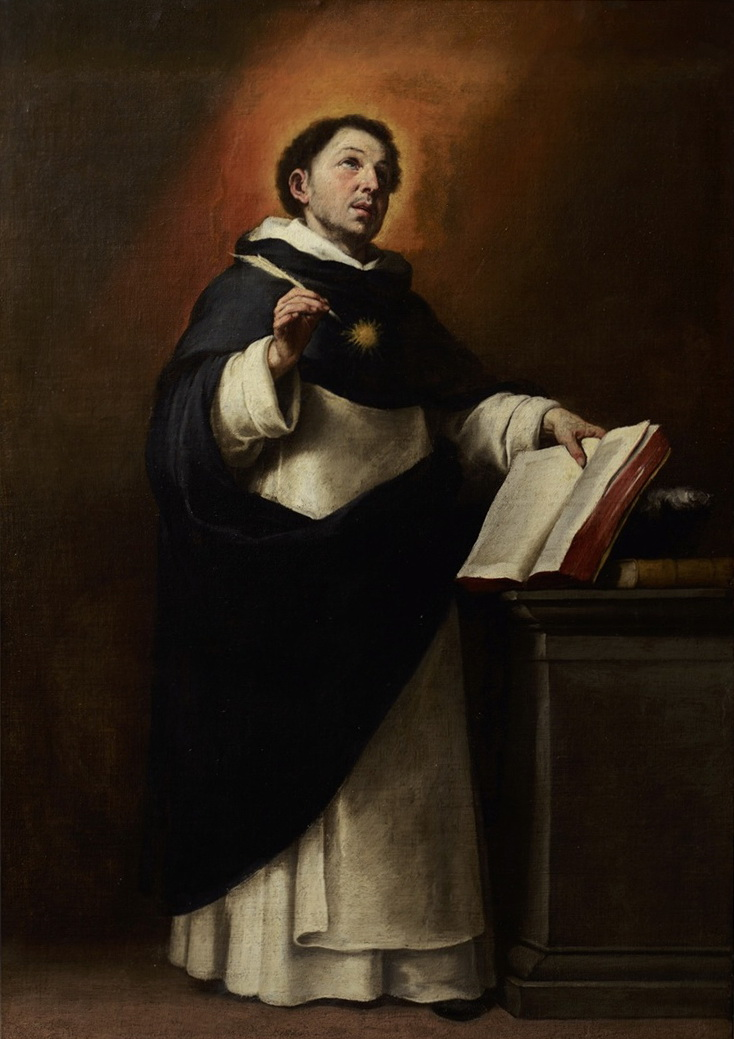
توماس آکویناس-اثر بارتولومه استبان موریلو

فیلسوفان قرون وسطی مفهوم کوناتوس را توسعه دادند و آن را یک صفت ذاتی و درونی از چیزها دانستند. توماس آکویناس نیز لغات لاتینی Vult, Velle و appetit را هم ارز کوناتوس به کار می‌برد. پیش از او، آگوستین و دانس اسکوتوس، آن را بنیاد میل و انگیزه فرد به سوی تلاش کردن در حفظ وجود خود و نیز یک نیروی طبیعی به کار می‌برده‌اند که شیء را وادار می‌کند به دور از نابودی خود به زندگی ادامه دهد.

## کوناتوس در فلسفه دکارت

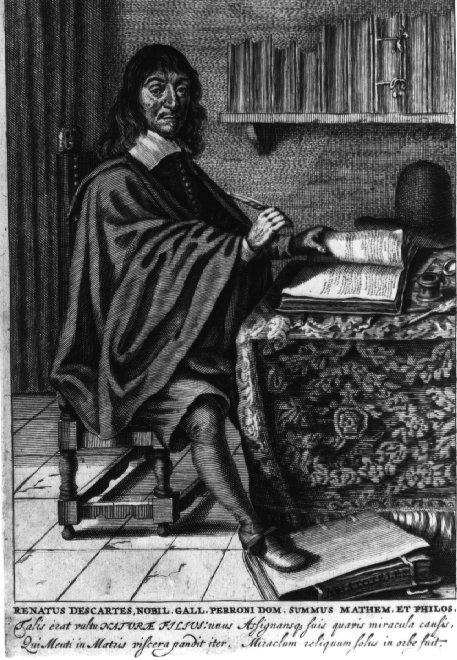
رنه دکارت

در فلسفه دکارت واژه Conari به معنای تلاش یا کوشش به کار می‌رود. او از اصطلاح تلاش Strivin در اصل حرکت استفاده می‌کند: شیء در هر زمانی در حرکت است و به حرکتش ادامه می‌دهد. مگر آنکه مانعی بر سر راه آن قرار گیرد. دکارت در این اصل معنی مکانیکی آن را قصد کرده و تعریفی دئیستی-ماتریالیستی از کوناتوس ارائه می‌دهد. در این رویکرد مکانیکی حرکت و سکون اشیا بیجان و جاندار هیچ تفاوتی ندارند. دکارت غایتمندی و هدفمندی را نمی‌پذیرد. به عقیده او داشتن و نداشتن جنبش (حرکت و سکون) در موجودات، حاصل تأثیر و تأثر متقابل ماده بر اساس قوانین ثابت و مکانیکی است. خدا باعث وضع آغاز حرکت در موجودات است و بعد از آغاز حرکت، دخالتی در عالم حرکت نمی‌کند. از آن رو که موجودات به برخوردها و حرکات قانونمند تقلیل داده می‌شود، بنابرین به نظر می‌رسد کوناتوس در نسخه دکارتی آن، گرایش و تمایل آبدان و اشیاء مختلف در جهت تداوم حرکت است.دکارت در بخش دوم، اصل ۳۷ اصول فلسفه کوناتوس را توسعه می‌دهد و آنرا در ذات شیء جای می‌دهد و اظهار می‌کند:هیچ چیزی نمی‌تواند به وسیله ذات خود تمایل به نابودی داشته باشد. و این ذات همان کوناتوس است که به وسیله آن هر شیء هم در پایداری وضعیت خود می‌کوشد هم به واسطه آن از نابودی خود دوری می‌کند.

## کوناتوس در فلسفه هابز

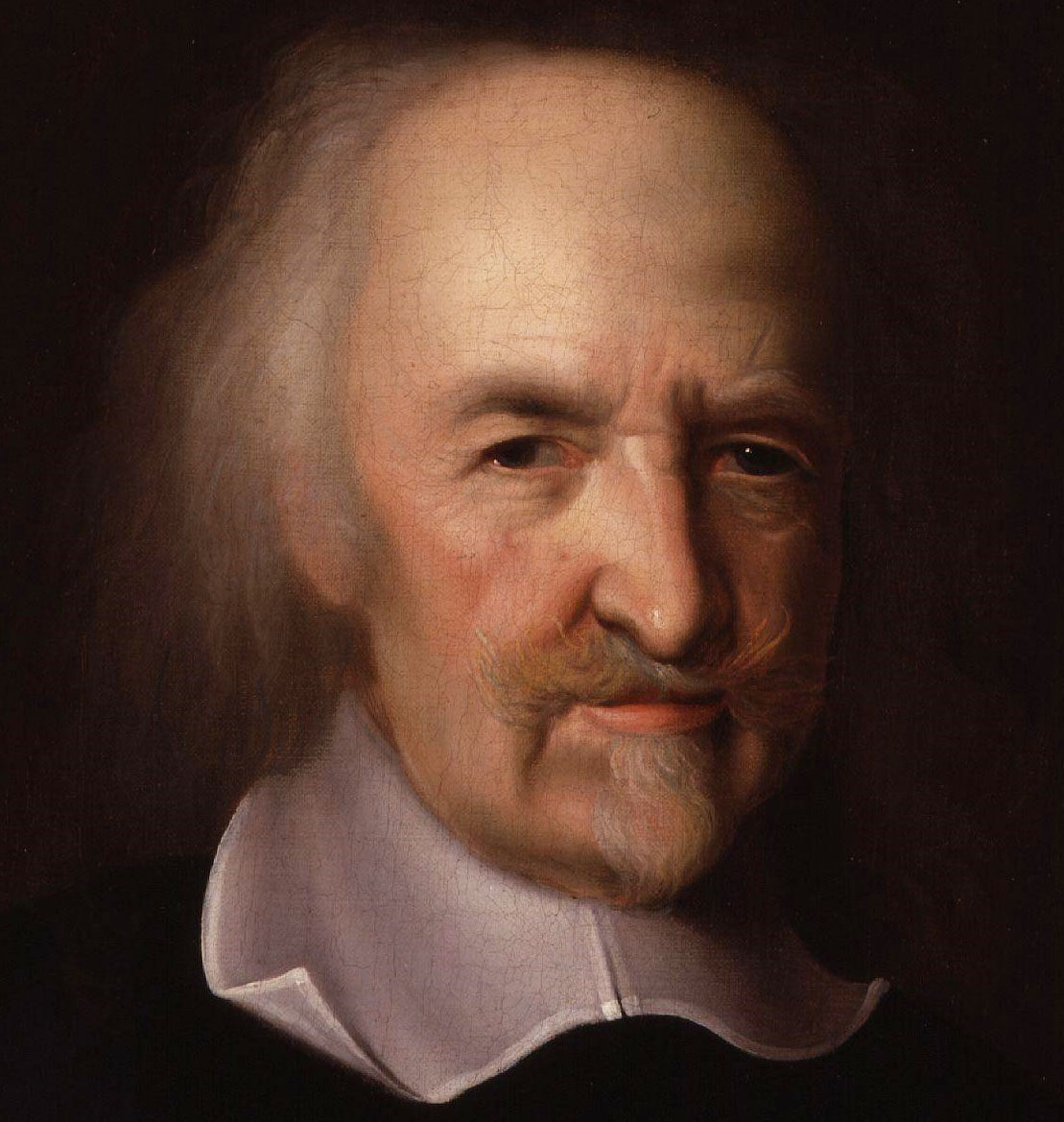
توماس هابز

توماس هابز احساسات و تمایلات آغازی برای حرکت می‌داند و اراده را مجموعی از این تمایلات و احساسات توصیف می‌کند. این اراده کوناتوسی (تلاشی) از یک بدن را شکل می‌دهد و ظهور آن در اراده برای زنده ماندن درک می‌شود. به همین دلیل، وی از فعل conor لاتینی در ارتباط با تلاش موجودات برای صیانت نفس استفاده می‌کند و نتیجه می‌گیرد که بر اساس این کوناتوس، موجودات به دنبال صلح و مبارزه با هر چیزی هستند که آرامش آنها را تهدید کند.او همچنین کوناتوس را با تخیل یکی می‌گیرد و بیان می‌کند تغییر در کوناتوس یااراده،نتیجهٔ اندیشه و خیال است.

## کوناتوس در فلسفه اسپینوزا- کوشش برای حفظ وجود

### تعریف و مفهوم
اسپینوزا کوناتوس را در بخش سوم اخلاق، قضیه ۶، این‌گونه تعریف می‌کند: "هر چیزی، تا آنجا که در قدرت آن است، می‌کوشد در هستی خود پایدار بماند.این تلاش ذاتی برای حفظ وجود، نه تنها در موجودات زنده، بلکه در تمام اشیاء و پدیده‌های طبیعت نیز وجود دارد و سعی در حفظ بقای وجود خویش دارد. اسپینوزا این سعی را کوناتوس می‌نامد.

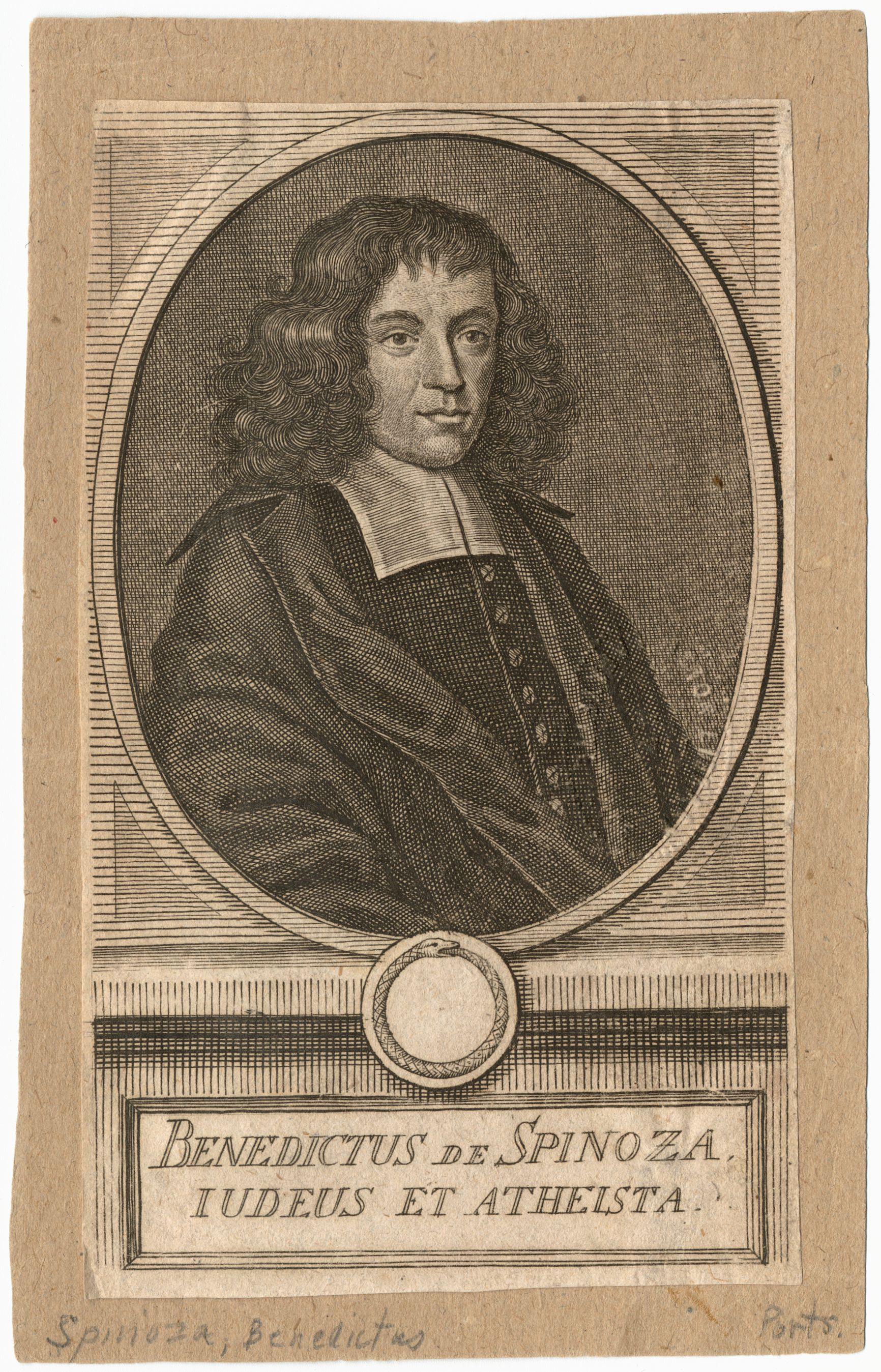
حکاکی اسپینوزا با عنوان لاتین: یک یهودی و یک آتئیست

. هیچ چیزی نمی‌تواند چیزی جز آنچه از طبیعت آن لازم می‌آید انجام دهد:ذات یا طبیعت، آن عمل را تعیین می‌کند. پس قدرت یا کوششی که با آن چیزی عمل خاص خویش را انجام می‌دهد یا سعی می‌کند که عملی انجام دهد که سعی می‌کند انجام دهد، عین ذات آن چیز است. «کوشش شیء در پایدار ماندن در هستی خود چیزی غیر از ذات بالفعل آن شیء نیست». بنابرین وقتی که اسپینوزا می‌گوید که محرک در انسان کوشش برای بقا در وجود خویش است، او تنها به تعمیم روانشناختی نمی‌پردازد. او بیانی را به کار می‌برد که در مورد هر شیء متناهی صدق می‌کند، به عقیده وی صدق این حکم از لحاظ منطقی قابل اثبات است. می‌توان نشان داد که هر چیزی میل به حفظ ذات خویش و ازدیاد قدرت و فعالیت خویش دارد.
اسپینوزا این تمایل، یعنی کناتوس را، هنگامی که در عین حال هم به نفس و هم به بدن راجع است به وسیله میل (appetitus) می‌نامد. ولی در انسان آگاهی از این تمایل وجود دارد و این میل توأم با آگاهی خواهش (cupiditas) نامیده می‌شود. به علاوه درست همان‌طور که تمایل به بقای ذات و کمال ذات در آگاهی به عنوان خواهش منعکس می‌شود، به همین ترتیب،انتقال به حالت عالیتر یا نازلتر زندگی یا کمال در آگاهی متجلی می‌شود. حالت نخستین یعنی انعکاس انتقال به حالت کمال بیشتر در آگاهی ما لذت (laetitia) نامیده می‌شود، در حالی که انتقال به یک مرتبه کامل نازلتر در آگاهی ما الم (tristitia)نام دارد. بنا بر مبادی کلی اسپینوزا، افزایش در کمال نفس باید افزایش در کامل بدن باشد و بر عکس. «هر آنچه موجب زیادت یا نقصان و ممد یا مانع قدرت عمل بدن ما باشد تصور آن موجب زیادت یا نقصان ممد یا مانع قدرت تفکر نفس ماست»
به نظر اسپینوزا، کمال نفس به نسبت فعالیت نفس افزایش می‌یابد، یعنی متناسب با اینکه تصوراتی که از آن تشکیل شده‌است از حیث منطقی مرتبط با یکدیگر باشد و صرفاً بازتاب‌هایی از احوال متغیری که ناشی از فعل و تأثیر علل خارجی در بدن است، نباشد. می‌توان ملاحظه کرد که از تعاریف اسپینوزا لازم می‌آید که هر کسی بالضروره طالب لذت است. این امر بدین معنی نیست که هر کسی لذت را غایت یا مقصود آگاهانه ادراک شده همه اعمال خویش می‌داند: بلکه بدین معنی است که هر کسی بالضروره طالب حفظ بقا و کمال وجود خویش است. این جنبه اکمال وجود خویش وقتی از جنبه ذهنی اعتبار شود همان لذت است. کلمه لذت البته ممکن است فقط حاکی از لذت حسی باشد؛ ولی چنین چیزی هرگز مراد اسپینوزا نیست؛ زیرا انواع بسیاری از لذت و الم وجود دارد؛ «چنان‌که انواع مختلفی از اشیا وجود دارد که از آنها متأثر می‌شویم»

### تأثیر و اهمیت
مفهوم کوناتوس اسپینوزا تأثیرات عمیق و گسترده‌ای بر جریان‌های فکری پس از خود گذاشته است که می‌توان آن‌ها را در چند حوزه اصلی بررسی کرد 
1. تأثیر بر روانشناسی مدرن
مفهوم کوناتوس به عنوان پیش‌زمینه نظری مهمی برای توسعه مفهوم "خودشکوفایی" در روانشناسی انسان‌گرا شناخته می‌شود. آبراهام مزلو در کتاب "انگیزش و شخصیت" (۱۹۵۴) صراحتاً به تأثیرپذیری از مفهوم کوناتوس اسپینوزا در شکل‌گیری نظریه سلسله مراتب نیازها اشاره می‌کند.کارل راجرز نیز در توسعه مفهوم "گرایش به خودشکوفایی" از این اندیشه اسپینوزا بهره برده است
2. تأثیر بر فلسفه قدرت
مفهوم "اراده معطوف به قدرت" نیچه (Der Wille zur Macht) تأثیر مستقیمی از مفهوم کوناتوس پذیرفته است. نیچه در یادداشت‌های منتشر نشده خود (۱۸۸۵-۱۸۸۶) به مطالعه عمیق اخلاق اسپینوزا و به‌ویژه مفهوم کوناتوس اشاره می‌کند.دلوز در کتاب "نیچه و فلسفه" (۱۹۶۲) به تفصیل به این تأثیرپذیری پرداخته است.. 
3. تأثیر بر زیست‌شناسی نظری 
نظریه کوناتوس در شکل‌گیری مفاهیم پایه‌ای زیست‌شناسی مدرن درباره خودحفظی (Self-preservation) نقش مهمی داشته است. هانس یوناس در مقاله "اسپینوزا و نظریه ارگانیسم" (۱۹۶۵) نشان می‌دهد چگونه مفهوم کوناتوس در شکل‌گیری درک مدرن از مکانیسم‌های هومئوستاز و خودتنظیمی در موجودات زنده تأثیرگذار بوده است.
4. تأثیر بر علوم اجتماعی 
پیر بوردیو در توسعه مفهوم "هابیتوس" از کوناتوس اسپینوزا بهره برده است.همچنین، نظریه‌پردازان معاصر جنبش‌های اجتماعی از این مفهوم برای تبیین پویایی‌های جمعی استفاده کرده‌اند.

### نقد و بررسی
انتقادات وارد شده بر نظریه کوناتوس را می‌توان در چند محور اصلی دسته‌بندی کرد
1. نقد مکانیستی
منتقدان معتقدند تبیین مکانیکی اسپینوزا از رفتار انسانی در قالب کوناتوس، پیچیدگی‌های روانشناختی و اخلاقی انسان را به حد نامعقولی تقلیل می‌دهد. هایدگر در "هستی و زمان" (۱۹۲۷) این نقد را به طور مفصل مطرح می‌کند.
2. مسئله رفتارهای خودتخریبی
تبیین رفتارهای خودتخریبی در چارچوب نظریه کوناتوس با چالش‌های جدی روبروست. مایکل دلا روکا در "اسپینوزا" (۲۰۰۸) به تفصیل به این مسئله پرداخته و تلاش کرده است راه‌حلی برای این تناقض ظاهری ارائه دهد.
3. مسئله کوناتوس فردی و جمعی
ابهام در رابطه میان کوناتوس فردی و جمعی، به‌ویژه در موارد تعارض منافع، یکی از چالش‌های اساسی این نظریه است. مارتین لین در مقاله "متافیزیک میل اسپینوزا" (۲۰۰۴) این مسئله را به طور عمیق بررسی می‌کند.
4. نقد معرفت‌شناختی
برخی فیلسوفان تحلیلی معاصر، مانند جاناتان بنت، معتقدند اصل کوناتوس به لحاظ منطقی قابل اثبات نیست و استدلال‌های اسپینوزا در این زمینه دچار دور منطقی است.